# Selección de fútbol sala de Mozambique
La Selección de fútbol sala de Mozambique es el equipo que representa al país en la Copa Mundial de fútbol sala de la FIFA, en el Campeonato Africano de Futsal y en otros torneos de la especialidad, y es controlado por la Federación Mozambiqueña de Fútbol.

## Estadísticas

### Copa Mundial de Futsal FIFA
| Copa Mundial de fútbol sala de la FIFA | Copa Mundial de fútbol sala de la FIFA | Copa Mundial de fútbol sala de la FIFA | Copa Mundial de fútbol sala de la FIFA | Copa Mundial de fútbol sala de la FIFA | Copa Mundial de fútbol sala de la FIFA | Copa Mundial de fútbol sala de la FIFA | Copa Mundial de fútbol sala de la FIFA |
| Año                                    | Ronda                                  | J                                      | G                                      | E                                      | P                                      | GF                                     | GC                                     |
| -------------------------------------- | -------------------------------------- | -------------------------------------- | -------------------------------------- | -------------------------------------- | -------------------------------------- | -------------------------------------- | -------------------------------------- |
| 1989 - 2000                            | No participó                           | No participó                           | No participó                           | No participó                           | No participó                           | No participó                           | No participó                           |
| 2004                                   | No clasificó                           | No clasificó                           | No clasificó                           | No clasificó                           | No clasificó                           | No clasificó                           | No clasificó                           |
| 2008                                   | No clasificó                           | No clasificó                           | No clasificó                           | No clasificó                           | No clasificó                           | No clasificó                           | No clasificó                           |
| 2012                                   | No clasificó                           | No clasificó                           | No clasificó                           | No clasificó                           | No clasificó                           | No clasificó                           | No clasificó                           |
| 2016                                   | Fase de grupos                         | 3                                      | 0                                      | 0                                      | 3                                      | 7                                      | 22                                     |
| 2021                                   | No clasificó                           | No clasificó                           | No clasificó                           | No clasificó                           | No clasificó                           | No clasificó                           | No clasificó                           |
| 2024                                   | No clasificó                           | No clasificó                           | No clasificó                           | No clasificó                           | No clasificó                           | No clasificó                           | No clasificó                           |
| Total                                  | 1/9                                    | 3                                      | 0                                      | 0                                      | 3                                      | 7                                      | 22                                     |

### Campeonato Africano de Futsal
| Campeonato Africano de Futsal | Campeonato Africano de Futsal | Campeonato Africano de Futsal | Campeonato Africano de Futsal | Campeonato Africano de Futsal | Campeonato Africano de Futsal | Campeonato Africano de Futsal | Campeonato Africano de Futsal |
| Año                           | Ronda                         | J                             | G                             | E                             | P                             | GF                            | GC                            |
| ----------------------------- | ----------------------------- | ----------------------------- | ----------------------------- | ----------------------------- | ----------------------------- | ----------------------------- | ----------------------------- |
| 1996                          | No participó                  | No participó                  | No participó                  | No participó                  | No participó                  | No participó                  | No participó                  |
| 2000                          | No participó                  | No participó                  | No participó                  | No participó                  | No participó                  | No participó                  | No participó                  |
| 2004                          | Subcampeón                    | 6                             | 5                             | 0                             | 1                             | 19                            | 13                            |
| 2008                          | Cuarto lugar                  | 6                             | 2                             | 1                             | 3                             | 27                            | 19                            |
| 2016                          | Tercer lugar                  | 5                             | 2                             | 2                             | 1                             | 24                            | 19                            |
| 2020                          | Fase de grupos                | 3                             | 0                             | 0                             | 3                             | 9                             | 17                            |
| Total                         | 4/6                           | 20                            | 9                             | 3                             | 8                             | 79                            | 68                            |

### Grand Prix de Futsal
| Grand Prix de Futsal Record | Grand Prix de Futsal Record | Grand Prix de Futsal Record | Grand Prix de Futsal Record | Grand Prix de Futsal Record | Grand Prix de Futsal Record | Grand Prix de Futsal Record | Grand Prix de Futsal Record | Grand Prix de Futsal Record |
| Año                         | Ronda                       | J                           | G                           | E                           | P                           | GF                          | GC                          | DIF                         |
| --------------------------- | --------------------------- | --------------------------- | --------------------------- | --------------------------- | --------------------------- | --------------------------- | --------------------------- | --------------------------- |
| 2005                        | No participó                | No participó                | No participó                | No participó                | No participó                | No participó                | No participó                | No participó                |
| 2006                        | No participó                | No participó                | No participó                | No participó                | No participó                | No participó                | No participó                | No participó                |
| 2007                        | Fase de grupos              | 3                           | 1                           | 0                           | 2                           | 12                          | 16                          | –4                          |
| 2008                        | Segunda Ronda               | 6                           | 2                           | 1                           | 3                           | 14                          | 21                          | –7                          |
| 2009                        | Segunda Ronda               | 6                           | 1                           | 1                           | 4                           | 16                          | 29                          | -13                         |
| 2010                        | No participó                | No participó                | No participó                | No participó                | No participó                | No participó                | No participó                | No participó                |
| 2011                        | Segunda Ronda               | 6                           | 1                           | 0                           | 5                           | 16                          | 32                          | -16                         |
| 2013                        | No participó                | No participó                | No participó                | No participó                | No participó                | No participó                | No participó                | No participó                |
| 2014                        | No participó                | No participó                | No participó                | No participó                | No participó                | No participó                | No participó                | No participó                |
| 2015                        | No participó                | No participó                | No participó                | No participó                | No participó                | No participó                | No participó                | No participó                |
| 2016                        | Por disputarse              | -                           | -                           | -                           | -                           | -                           | -                           | -                           |
| Total                       | 4/11                        | 21                          | 5                           | 2                           | 14                          | 48                          | 98                          | -50                         |